# Theophilus Pinches
Theophilus Goldridge Pinches MRAS (1856 - 6 juin 1934 à Muswell Hill, Londres), est un pionnier de l'assyriologie britannique.

## Biographie
Pinches est à l'origine employé dans l'entreprise de son père en tant que plombier, mais, à la suite d'un intérêt amateur pour les inscriptions cunéiformes, il rejoint le personnel du British Museum en 1878, y travaillant comme assistant puis conservateur jusqu'à sa retraite en 1900. Il est chargé de cours en assyriologie à l'University College de Londres et à l'Université de Liverpool jusqu'en 1932 ou 1933, et est décédé en 1934.
Au cours de sa période au Département égyptien et assyrien du British Museum, il aide des universitaires, dont Abraham Sachs, et enseigne à l'Université de Londres. C'est en grande partie grâce à son "travail minutieux" pendant sa période d'assistant conservateur au British Museum entre 1895 et 1900, que de nombreuses pièces acquises par le musée sont reconstituées. Il traduit également des tablettes babyloniennes liées à la bataille de la vallée de Siddim et est l'un des éditeurs de The Babylonian and Oriental Record à partir de 1886. En 1890, Pinches découvre et publie la lecture correcte du nom de Gilgamesh, au lieu d'Izdubar. Le document connu sous le nom de Chronicle P - fournissant des informations historiques importantes malgré son mauvais état - porte le nom de Pinches, qui en est le premier éditeur.
Pinches meurt en 1934 et "lègue une grande partie de sa grande collection personnelle de tablettes cunéiformes" à son étudiant préféré, Archibald Cecil Chappelow (en).

## Travaux
- Theophilus Goldridge Pinches, An outline of Assyrian grammar: with a short sign-list, a list of late Babylonian forms of characters, and autographic reproductions of texts, H.J. Glaisher, 1910, 64 p. (lire en ligne)
- Texts in the Babylonian wedge-writing, 1880
- The Religion of Babylonia and Assyria, 1906
- The Old Testament in the Light of the Historical Records and Legends of Assyria and Babylonia, 1908